# De Moanne
Het tijdschrift de Moanne is een meertalig cultureel opinieblad uitgegeven door de Stichting de Moanne te Leeuwarden. Het komt zeven keer per jaar uit op papier.
De Moanne bestaat sinds 2003 en bevat vooral bijdragen in het Nederlands en Fries. In de Moanne is het tot 2003 zelfstandig literaire tijdschrift Trotwaer opgenomen.

Op de website verschijnen dagelijks artikelen over cultuur in Friesland.